# 扬·扎莫厄斯基
扬·萨里乌什·扎莫厄斯基（波蘭語：Jan Sariusz Zamoyski，1542年3月19日—1605年6月3日），波兰立陶宛联邦贵族、政治家、军队统帅。自1576年起，扎莫厄斯基历任王室书记官、王室次席大臣、王室总理大臣、波兰王国大盖特曼等重要职务。
扎莫厄斯基是齐格蒙特二世·奥古斯特与斯特凡·巴托里两位国王的重要顾问，也是巴托里的王位继承人齐格蒙特三世的主要反对者之一。他是当时最具才能的外交官和政治家之一，也是这一时期波兰立陶宛联邦的重要政治人物。

## 生平

### 早年生活

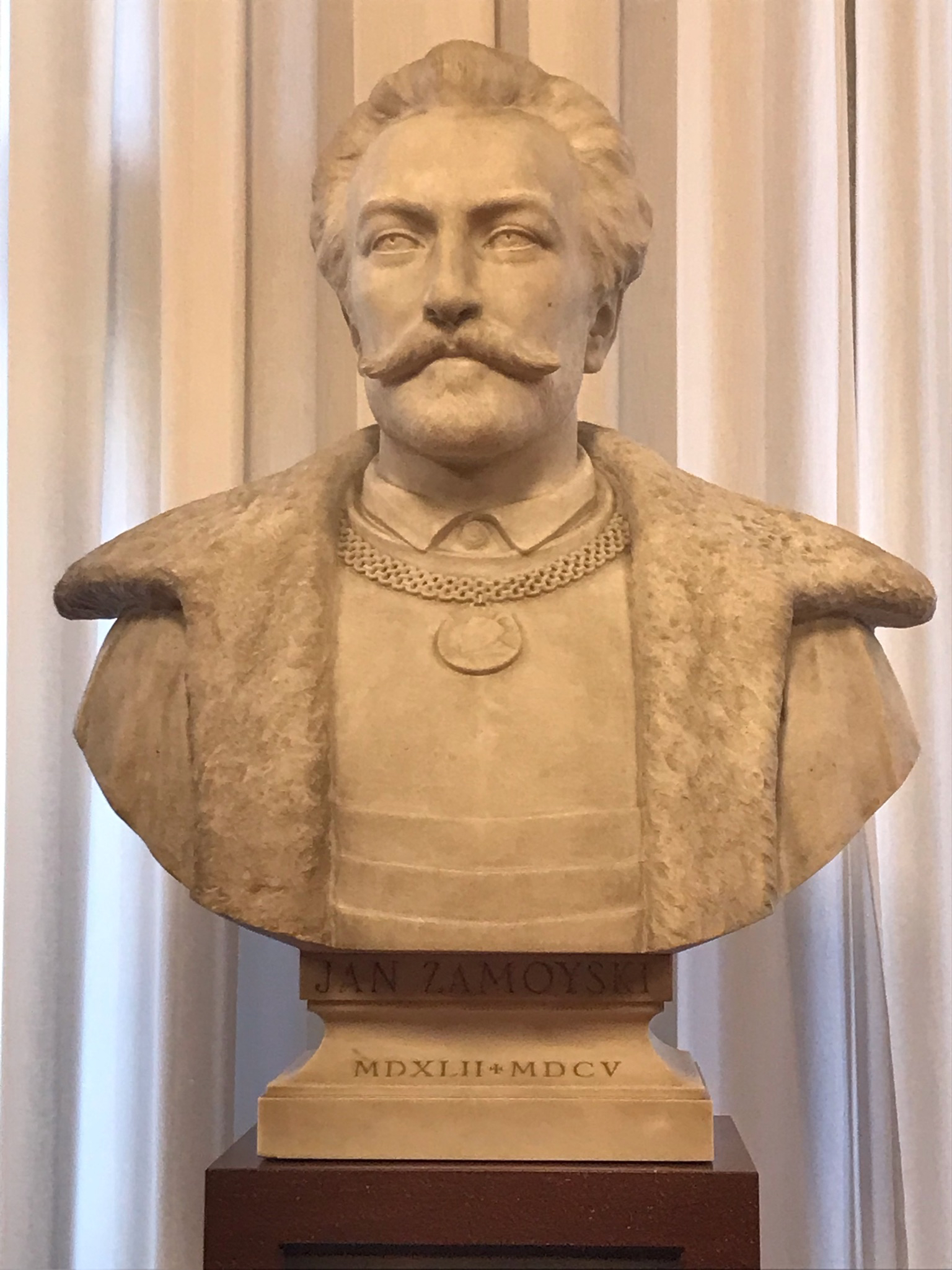
帕多瓦大学内的扎莫厄斯基半身像

1542年3月19日，扬·扎莫厄斯基出生于波蘭王國的斯克库夫卡，其父亲为斯坦尼斯瓦夫·扎莫厄斯基，其母亲为安娜·赫伯特（Anna Herburt）。扎莫厄斯基幼年时曾在克拉斯內斯塔夫接受学校教育，但13岁时，他就被送往国外留学；1555年至1559年间，他在巴黎的王宫做仆从。尽管这时他年龄尚小，但也参加了索邦大学和法兰西公学院等学校的课程。1559年，扎莫厄斯基短暂回国，随后即前往斯特拉斯堡大学就读，几个月后转往帕多瓦大学学习法律，并于1564年取得博士学位。在此期间，他从归正宗皈依为罗马天主教。
留学期间，扎莫厄斯基热心大学事务，1563年，他被推选为法律系主任。此外，他也撰写了一本关于古罗马政治体制的小册子《罗马元老院》（De senatu Romano）。1565年，扎莫厄斯基回国，同时收到了威尼斯共和国参议院的表彰信。

### 生涯早期
扎莫厄斯基回国后，起初在王室总理大臣处任职，随即成为国王齐格蒙特二世的书记官。1567年，他奉国王之命，率领特遣队将斯塔泽霍夫斯齊家族（Starzechowscy）从他们非法占据的王室土地上驱逐出去。这一时期，他重新整理了总理府的档案。
1571年，扎莫厄斯基与安娜·奥索林斯卡（Anna Ossolińska）结婚，两人育有一子，但他的妻子和幼子在1572年即逝世。同年，雅盖隆王朝绝嗣，在这一年的选举瑟姆（波兰立陶宛联邦议会的特别会议）期间，他利用他的影响力推行“勇敢选择”（viritim election），允许全体贵族在次年的国王选举中投票。然而，他的“少数服从多数”提案并未获得通过，从而为未来自由否决权被滥用埋下了祸根。他与米科瓦伊·谢尼茨基和谢罗尼姆·奥索林斯基等人同为了联邦中下层贵族的代表人物，致力于通过“执行运动”改革国家，维持波兰立陶宛联邦以中小贵族为主体的宪政与议会体制。他的政治主张在小贵族群体中颇受欢迎，因此他被誉为“贵族的护民官”

、“波兰的格拉古”。

### 担任要职

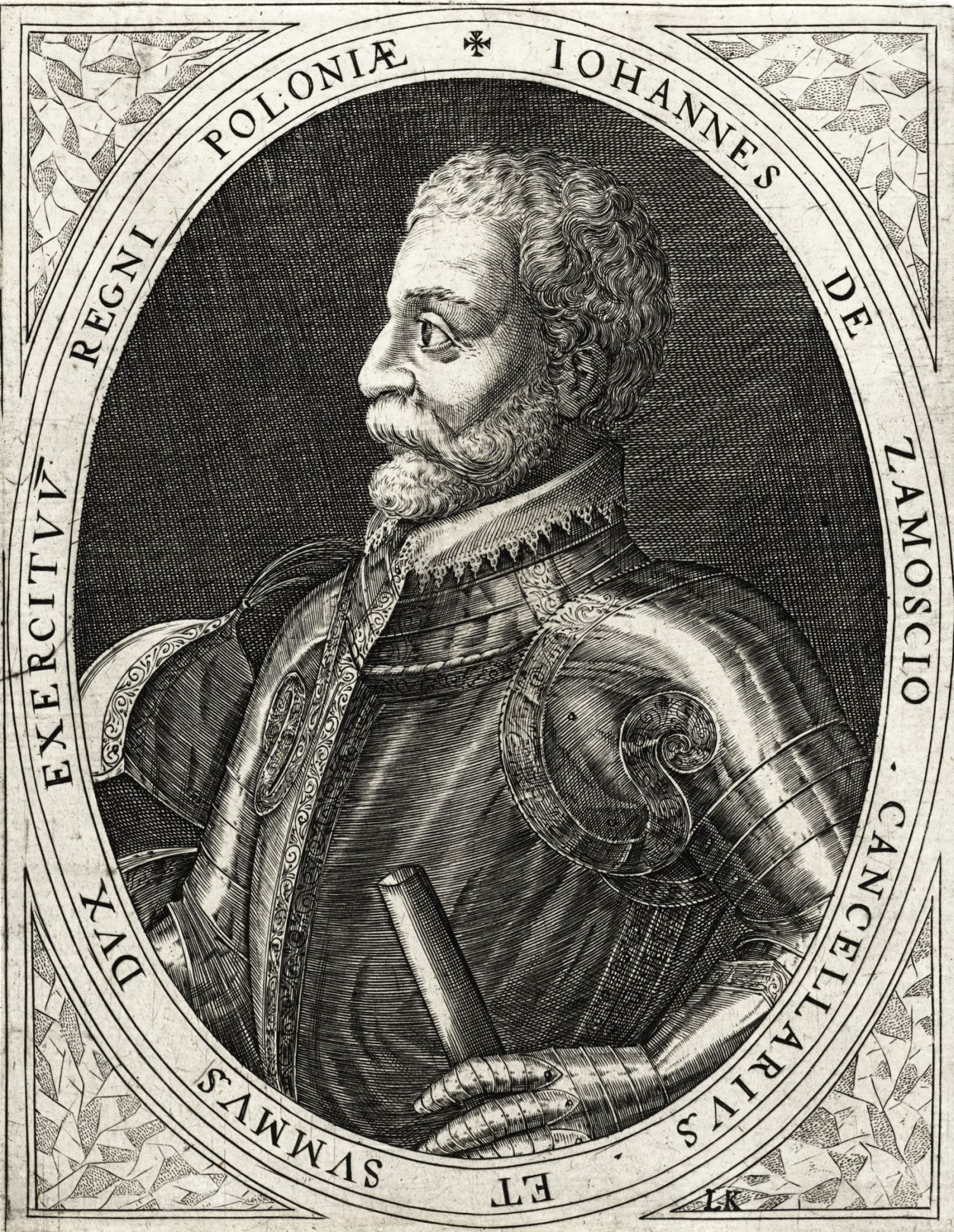
扬·扎莫厄斯基

在1573年的选举中，扎莫厄斯基支持法国的亨利·德·瓦卢瓦。所以，在亨利被选举为国王后，他被派往法国，完成相关的仪式。同时，他还出版了一本赞美新国王的小册子，这使得扎莫厄斯基在亨利返回法国后丧失了颜面。在接下来的国王选举中，扎莫厄斯基坚定反对哈布斯堡王朝及其候选人马克西米利安，受到了广大小贵族的欢迎，也为他重新赢回了声望。而在国王人选的问题上，他坚持联邦的君主应由波兰人担任，最终促成了安娜·雅蓋隆卡与斯特凡·巴托里的联姻。
为感谢扎莫厄斯基在选举中的支持，巴托里授予其王室次席大臣职位。同年，但泽爆发叛乱，扎莫厄斯基支持巴托里平叛，为此赞助了一支参与平叛的骑兵队伍，并多次参加近战。1577年，扎莫厄斯基与大贵族米科瓦伊·拉齊維烏的女儿克里斯蒂娜·拉齐维乌（Krystyna Radziwiłł）结婚，从而成为立陶宛势力最强大的家族拉齐维乌家族的坚定盟友。1578年，他被擢升为王室总理大臣。同一年，诗人揚·科哈諾夫斯基为其创作了波兰历史上第一部悲剧《希腊使节之简报》（Odprawa Posłów Greckich）。

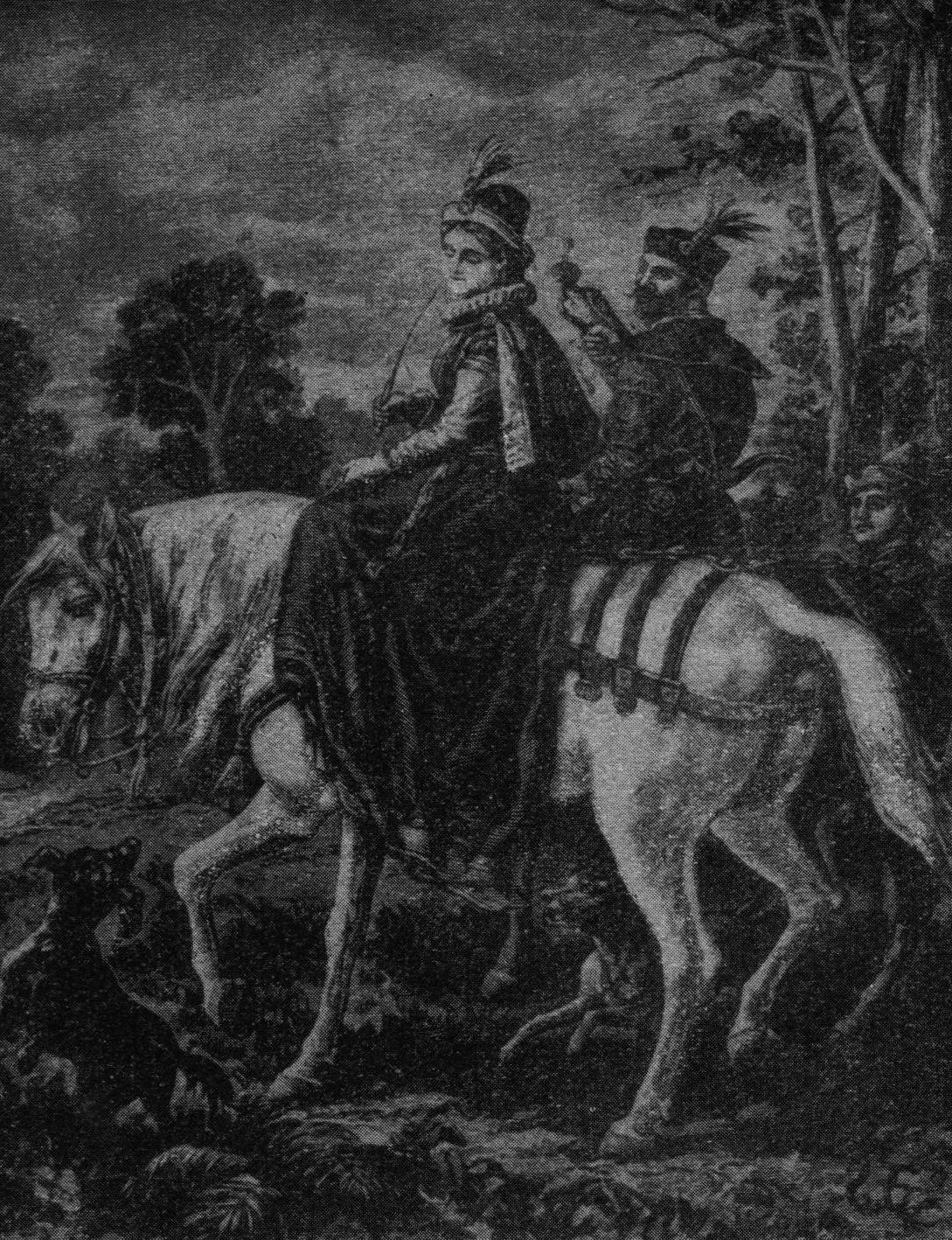
格里塞尔达·巴托里

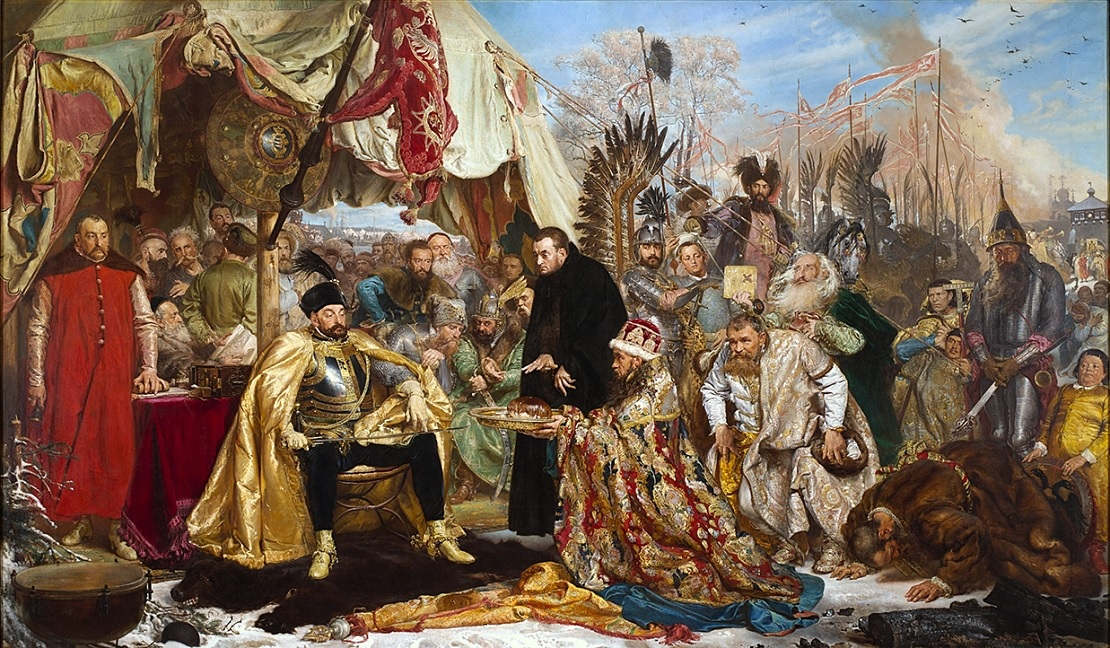
扬·马泰伊科的画作《在普斯科夫的巴托里》，画中最左侧着红衣者为扎莫厄斯基

扎莫厄斯基参与了1579年至1581年间对俄战争的准备工作，组织了400或600名雇佣兵。尽管他此前既没有军事背景，也缺乏军事经验，但在这一时期，他逐渐对军事产生浓厚兴趣，开始学习军事知识，事实也证明他是一个善于学习的人。在巴托里的支持下，扎莫厄斯基开始承担一些波兰王国大盖特曼的职责，特别是在时任大盖特曼米科瓦伊·米莱茨基因故不能履职时。虽然并没有直接参战，但他为战争提供持续的政治支持。1580年，扎莫厄斯基又遭逢悲剧，这一年，他的妻子和刚出生的孩子因分娩而死，使其一度意志消沉。
当年晚些时候，他相继率军攻克了韦利日、扎沃卢奇等地，并参与了对大卢基的围困。1581年8月11日，扎莫厄斯基被提名为波兰王国大盖特曼，虽然这次提名在当时并没有什么争议，但在程序上则是不合法的。之后，他随即参加了漫长的普斯科夫围城战，直到次年参战双方签订《亚姆-扎波尔斯基停战协定》而告终。虽然扎莫厄斯基未能占领普斯科夫，但他通过围城战大量消耗了俄罗斯的资源，而持续不断的围困也是停战协定得以签订的主要原因，这对波兰而言非常有利。
1583年6月，扎莫厄斯基与国王巴托里的亲属格里塞尔达·巴托里（Gryzelda Batory）结婚。1584年5月，扎莫厄斯基的手下逮捕了早已因叛国罪、谋杀罪而被判处死刑的贵族塞缪尔·兹博罗夫斯基，不久之后，在巴托里的同意下，兹博罗夫斯基被处决。这次事件被视为君主与贵族之间的政治冲突，自1585年起长期影响波兰政治局势。

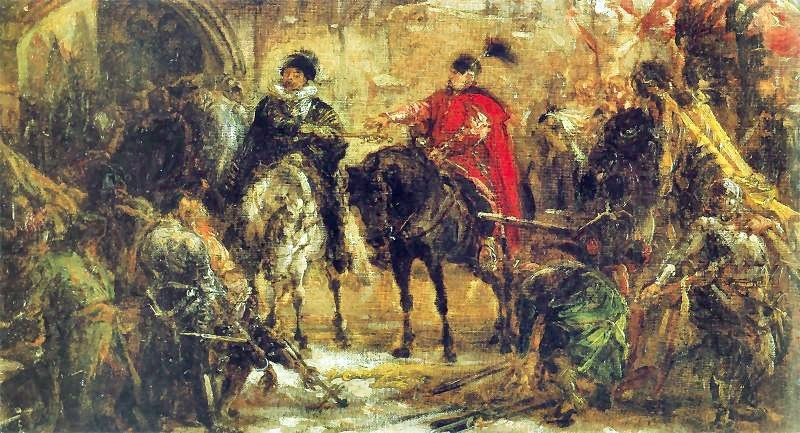
扬·扎莫厄斯基在贝奇纳，扬·马泰伊科绘

1586年，巴托里逝世，扎莫厄斯基支持齐格蒙特三世继位，在内战中与哈布斯堡王朝大公马克西米利安三世的支持者对抗。齐格蒙特的支持者团结在扎莫厄斯基周围，而马克西米利安则得到了兹博罗夫斯基家族的支持。扎莫厄斯基成功保卫了克拉科夫，并在1588年的贝奇纳战役中击溃了哈布斯堡军队，马克西米利安也在是次战役中被俘虏。后世的历史学家斯瓦沃米尔·莱希涅夫斯基（Sławomir Leśniewski）盛赞这场战役为“波兰历史和扎莫厄斯基军事生涯中最为重要的一场战役”。1589年，战争双方签订《比托姆和本津条约》，马克西米利安被迫放弃对波兰王位的要求。那一年（1589年）稍晚，扎莫厄斯基提出了关于改革波蘭王位選舉制度的方案，但未能获得众议院通過。他还提出了另外一项建议，即当现任国王去世且无子嗣时，只有具有斯拉夫血统的人可以继承王位。这项建议为波兰、莫斯科、波西米亚等宗教信仰差异较大的斯拉夫国家间的联合提供了可能性。事实上，它是对亲哈布斯堡政策的一种迂回而笨拙的反制。
1589年起，扎莫厄斯基試圖強化東南邊境的防禦措施，抵御鞑靼人入侵，但成效不彰。为应对这一地区的局势，他制定了一套方案，將摩尔达维亚設為聯邦與奥斯曼土耳其之间的緩衝區，以保障東南區域的軍事安全，結果導致旷日持久的摩尔达维亚权贵战争。

### 与国王走向对立

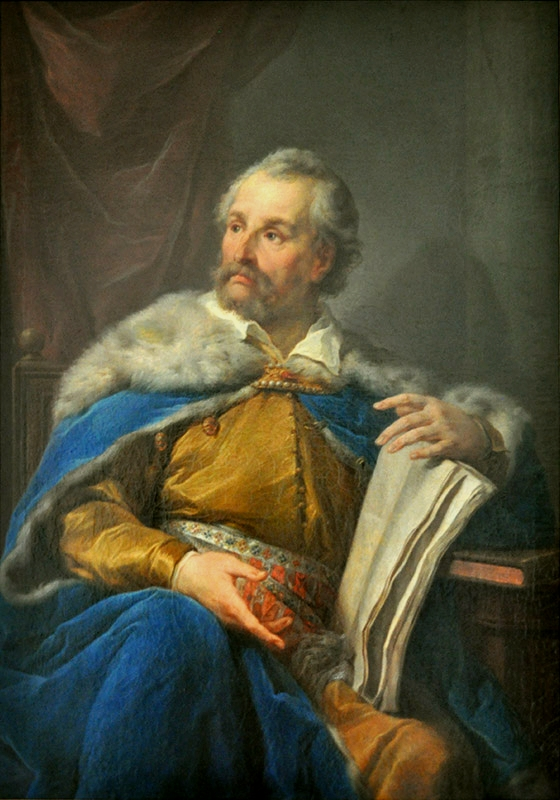
扬·扎莫厄斯基，马塞洛·巴西亚雷利绘

与此同时，在内政方面，齐格蒙特三世统治初期，曾坚定支持国王的扎莫厄斯基与国王渐生龃龉。齐格蒙特三世即位后，迅速与曾敌对的哈布斯堡王朝结盟，令大臣们非常不满。当时，齐格蒙特正考虑将波兰王位让给哈布斯堡家族，以换取对其瑞典王位宣称权的支持，扎莫厄斯基尤其反对这种做法。新国王畏惧总理大臣的权力，想要解除其职务，但波兰立陶宛联邦的法律不允许他这么做。于是他退而求其次，想要让扎莫厄斯基接任克拉科夫省总督，但按照当时的规定，总督与王室总理大臣不可兼任，因此扎莫厄斯基拒绝了这一提议。1590年至1591年间，国王与总理大臣的矛盾达到极点。1591年众议院会议期间，二人甚至发生了公开的争吵，最终以国王冲出议场告终。尽管二人关系紧张，但无论是国王，还是总理大臣，都不想发动内战；争吵过后，扎莫厄斯基即向国王齐格蒙特三世公开道歉，但二人的关系依然紧张，直到扎莫厄斯基逝世。

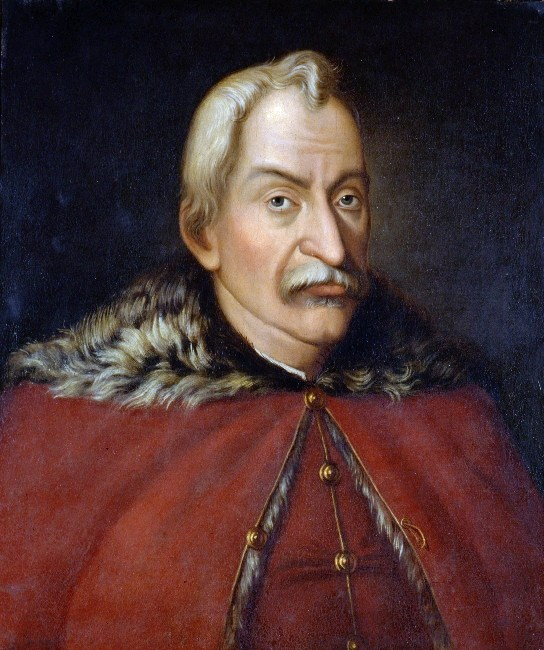
扬·扎莫厄斯基肖像，作于19世纪，现藏于維拉諾宮

1594年，鞑靼人再次进犯南部边境，扎莫厄斯基未能成功抵挡攻势。次年，他率军在楚措拉战胜了奥斯曼与克里米亚汗国的联军，并帮助耶雷米亚·莫维勒夺得摩尔达维亚大公之位。1600年，他又与统一了瓦拉几亚、特兰西瓦尼亚和摩尔达维亚三国的勇敢者米哈伊作战，在布科夫击败了米哈伊的军队，并复立耶雷米亚，同时扶植其弟西蒙·莫维勒为瓦拉几亚大公，从而将联邦的影响力扩展到多瑙河中游。
1600年至1601年间，扎莫厄斯基参与了波瑞战争，指挥利沃尼亚的联邦军队。尽管扎莫厄斯基对此次战争抱持反对态度，但他仍然尽力作战。1600年，他从瑞典人手中夺回一些要塞，随后又相继占领了沃尔马（今拉脱维亚瓦尔米耶拉）、菲林（今爱沙尼亚维尔扬迪）、魏森斯坦（今爱沙尼亚派德）等地。但长期的战事已经对他的健康造成了损害，因此他被迫放弃了指挥权。
在1603年的众议院会议中，針對國王齐格蒙特三世發起的政府改革與強化王權方案，扎莫厄斯基領導反對派進行堅決抵制。他同時也反對齊格蒙特趁乱进攻俄罗斯的计划。在1605年1月的众议院会议期间，他与齐格蒙特再次，同时也是最后一次发生冲突。
1605年6月3日，扎莫厄斯基因中風逝世，享年63岁。其遗产由獨生子托马什·扎莫厄斯基繼承。

## 影响

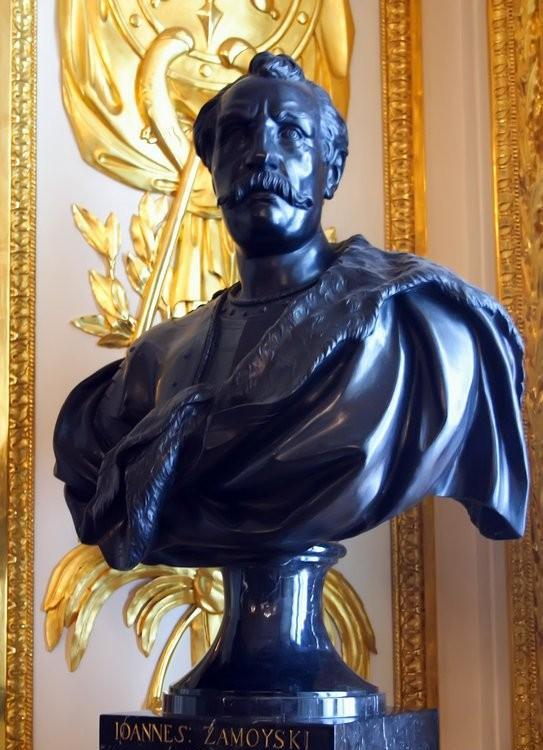
克拉科夫皇家城堡内的扎莫厄斯基雕像

### 后世纪念
扎莫厄斯基是波兰历史上极为著名的人物。希蒙·斯塔罗沃尔斯基、尤利安·乌尔辛·涅姆采维奇等艺术家以及斯坦尼斯瓦夫·斯塔西奇、斯坦尼斯瓦夫·塔尔诺夫斯基、阿尔图尔·希利溫斯基等历史学家都赞扬过他。但也有部分人对其持批判态度，如胡戈·科万塔伊、尤瑟夫·舒伊斯基、米哈乌·博布任斯基等。总体上来说，波兰史学界和文化界中扎莫厄斯基的形象大多是正面的，历史学家雅努什·塔兹比尔甚至称，扎莫厄斯基逝世后比在世时更加辉煌。为扎莫厄斯基作传的斯瓦沃米尔·莱希涅夫斯基则总结道，尽管存在争议，但扎莫厄斯基毫无疑问是波兰文艺复兴时期的一个十分重要的人物。
扎莫厄斯基也是多幅画作的主角，其中最著名的是扬·马特伊科所绘的《斯卡尔加讲道》
和《在普斯科夫的巴托里》。

### 政治与军事领袖
扎莫厄斯基曾同时担任王室总理大臣和大盖特曼，是那一时期波兰立陶宛联邦最有权势的人之一，负责联邦的大部分内政和外交政策。后世广泛认为他是波兰历史上最杰出的政治家之一。
尽管扎莫厄斯基的军事生涯始于机缘巧合，但他也被人们视为波兰历史上最有成就的军事指挥官之一。在战术上，他偏好围攻、侧翼机动、保存实力，同时将西欧的防御工事和大炮投入作战当中。与俄羅斯的战争表明他精于围城战，后来的战役则证明他同样擅长开阔战场作战。

### 财富与文化赞助

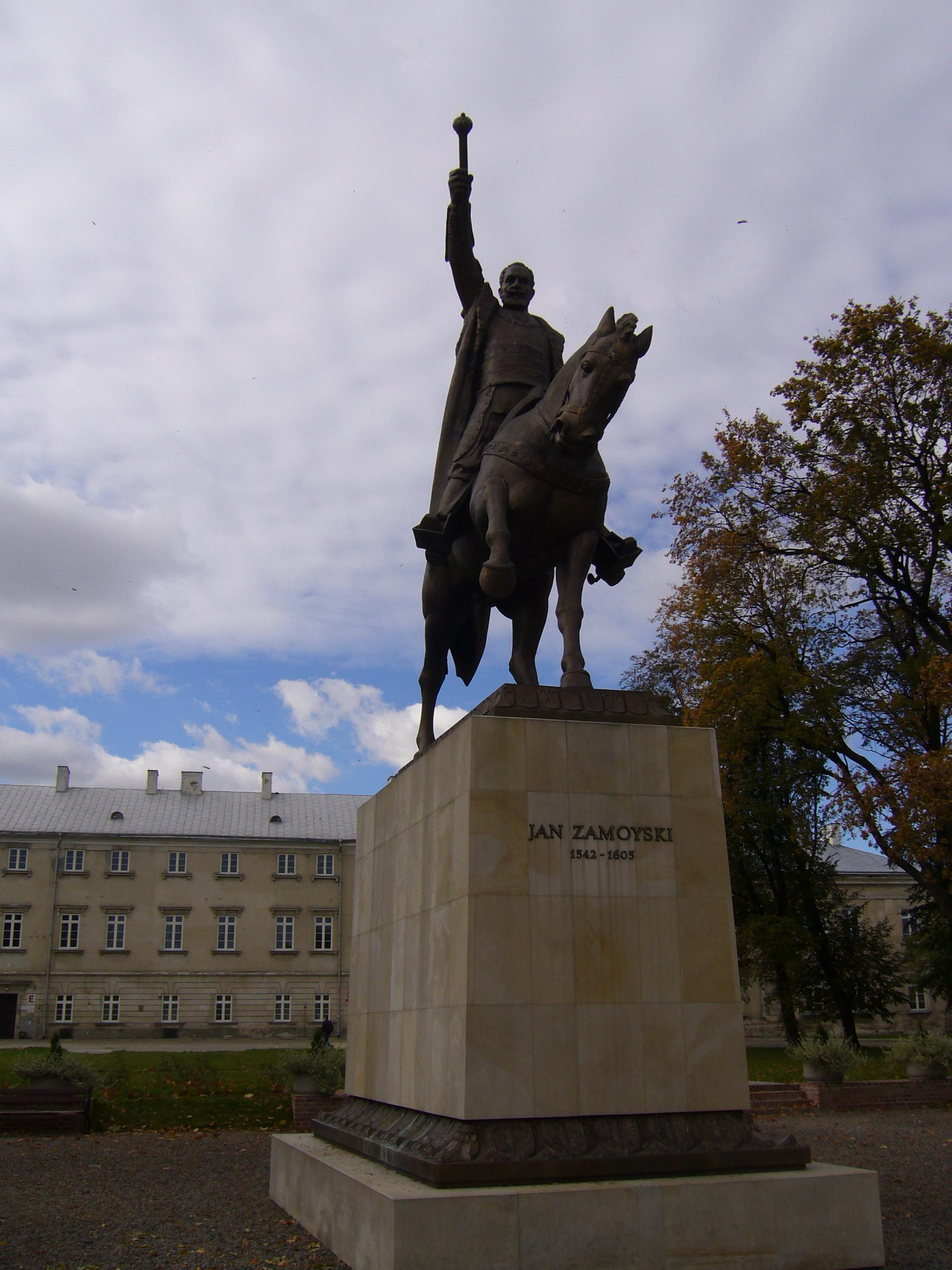
扎莫希奇的扬·扎莫厄斯基雕像

扎莫厄斯基一生积累了巨量财富，17世纪初，其地产收入达20万兹罗提。他拥有的土地多达6,445平方（2,488平方英里），包括11个城镇和200多个村庄。此外，他还负责管理由联邦王室所有的十几个城市和600多个村庄。由其所有和管理的土地面积总计17,000平方（6,600平方英里），包括23个城镇、816个村庄。扎莫厄斯基支持他所持有的土地的经济发展，将大量资金用于边疆殖民，并鼓励锯木、酿酒、磨坊、制铁、玻璃等行业的发展。
1580年，扎莫厄斯基下令建造扎莫希奇城，以作为其领地的首府。这座城市由意大利建筑师贝尔南多·莫兰多依据文艺复兴时期“理想城市”（citta ideale）的标准设计。1595年，他在扎莫希奇建立了扎莫厄斯基学院，是为波兰第三古老的高等教育机构。此外，他还建立了沙爾霍羅德、切爾尼夫齊、布沙、亞斯納格魯德（Jasnogród）四座城镇。
扎莫厄斯基还拥有一座图书馆，藏书众多，同时赞助了许多艺术家、文学家，包括揚·科哈諾夫斯基、西蒙·西蒙诺维奇、约阿希姆·别尔斯基等。

### 个人性格
扎莫厄斯基对待宗教并不虔诚，他由新教改宗天主教主要是出于实用。莱希涅夫斯基指出，扎莫厄斯基行事经常受到其个人贪欲影响，例如其在但泽叛乱期间对叛军的宽大处理态度，以及在1577年至1578年间的谈判中同意格奧爾格·腓特烈一世的方案，都有可能受到贿赂或其他种类的利益输送的影响。另外，扎莫厄斯基在贝奇纳战役胜利后公开要求给予奖赏，并试图在《比托姆和本津条约》中添加一篇支持他的文章。莱希涅夫斯基进一步批判性地指出，随着政治上的成功，扎莫厄斯基的一些性格缺陷，例如利己、傲慢，开始显现。此外，他对比自己弱的人毫不留情。与此同时，他受到对手的尊敬，被认为是一位聪明而狡猾的战略家和战术家，也是一位颇受欢迎的政治领袖。值得一提的是，扎莫厄斯基高度重视国家利益，在与齐格蒙特三世的矛盾激化后，他没有因为矛盾而发动内战。